# Mastophora reimoseri
Mastophora reimoseri är en spindelart som beskrevs av Levi 2003. Mastophora reimoseri ingår i släktet Mastophora och familjen hjulspindlar.
Artens utbredningsområde är Paraguay. Inga underarter finns listade i Catalogue of Life.